# Джованні Медічі Пополані
Джованні Медічі (італ. Giovanni de' Medici; *21 жовтня 1467, Флоренція — †14 вересня 1498, Баньйо-ді-Романья) — італійський аристократ, політичний діяч Флорентійської республіки.

## Життєпис
Походив з молодшої гілки впливової флорентійської родини Медічі. Син П'єро Франческо Медічі та Лаудамії Аччаюолі. Змалку втратив батька, тому його опікуном стає дядько Лоренцо Медічі. Останній допоміг Джованні отримати гарну освіту. З часу у Джованні Медічі виник конфлікт з Лоренцо Медічі стосовно батьківського спадку першого. Це питання вдалося розв'язати через декілька років завдяки арбітражу.
Проте стосунки між двома гілками родини Медічі залишалися напруженими. Після смерті Лоренцо Медічі у 1492 році його син П'єро Медічі став вороже ставитися до своїх родичів, зрештою вигнав з Флоренції Джованні Медічі та його брата. Останнім вдалося повернутися завдяки вторгненню до Італії короля Карла VIII у 1497 році. Джованні Медічі повертається до Флоренції, де підтримує республіканців й виступає відкрито проти П'єро Медічі. Згодом Джованні відмовляється від прізвища Медічі, міняючи його на «Пополані», тобто «народний». Втім йому не вдалося скористатися з цієї ситуації, він помер від подагри у Баньйо-ді-Романья 14 вересня 1498 року.

## Родина
Дружина — Катерина (1463–1509), графиня Імоли та Форлі, донька Галеацо Марії Сфорца, герцога Мліанського.
Діти:
- Джованні (1498–1526)